# Licania boyanii
Licania boyanii là một loài thực vật có hoa trong họ Cám. Loài này được Tutin mô tả khoa học đầu tiên năm 1940.